# Giampaolo Ganzer
Giampaolo Ganzer (Gemona del Friuli, 6 luglio 1949) è un generale italiano.
È stato comandante del ROS dei Carabinieri dal 2002 al 2012.

## Biografia
Frequenta la Nunziatella e l'Accademia militare di Modena, divenendo
sottotenente dell'Arma dei Carabinieri. È tenente a Tarvisio e capitano del nucleo investigativo a Udine.
Negli anni '80 è sotto il comando del generale Carlo Alberto dalla Chiesa nel Nucleo Speciale Antiterrorismo, e comanda l'Anticrimine di Padova. Nel 1984 arresta una prima volta Felice Maniero. Fu protagonista dello smantellamento della colonna veneto-friulana delle BR ed ebbe un ruolo nella liberazione del generale James Lee Dozier.
Nominato tenente colonnello, diviene nel 1990 comandante provinciale dei Carabinieri di Verona. Nel 1993 arriva al comando romano della legione carabinieri e poco dopo va a dirigere il secondo reparto investigativo del ROS, che si occupa di antidroga.
Divenuto generale di brigata nel 2001, nel 2002 viene nominato comandante del  Raggruppamento operativo speciale (ROS) dei Carabinieri.
Lascia il vertice del ROS nel luglio 2012, per limiti d'età.

## Procedimenti giudiziari
Il 12 luglio del 2010 il generale Ganzer, e altri 13 carabinieri sono stati condannati in primo grado a pene varie fino a 18 anni di reclusione. Ganzer è stato condannato a 14 anni "per aver costituito un'associazione per delinquere finalizzata al traffico di droga, al peculato, al falso e ad altri reati, al fine di fare una carriera rapida". Le condanne si riferiscono a singoli episodi commessi nel corso di alcune importanti operazioni antidroga compiute «sotto copertura» dal Ros tra il 1991 e il 1997
.
In secondo grado, nel 2013 la prima sezione della Corte di Appello di Milano ha confermato la condanna al generale, ormai in pensione, riducendo però la pena a 4 anni e 11 mesi di reclusione. La riduzione della pena è dovuta alla concessione delle attenuanti generiche e alla cancellazione delle aggravanti.
Nel gennaio 2016 la terza sezione penale della Cassazione ha ritenuto che i fatti ascritti all'imputato fossero di lieve entità, con la conseguente applicazione dell'art. 73, comma V, del DPR 309/1990 in luogo del comma I; in ragione della minore escursione edittale, la Corte ha dichiarato non doversi procedere per essere il reato estinto per prescrizione .